# Marc Adriaen
Marc Adriaen (Deinze, 6 maart 1935 - Sint-Andries, 28 januari 2018) was een Belgisch ondernemer en investeerder.
Hij was oprichter van ondernemingen als Group Mercator Press, Focus-WTV en Koopjeskrant. Hij was ook mede-auteur binnen het Corpus Christianorum.

## Biografie
Marc Adriaen was de zoon van apotheker Paul Adriaen en een kleinzoon van de veearts en amateur-archeoloog Hendrik Adriaen. Op zijn zeventiende behaalde hij zijn humanioradiploma Latijn-Grieks aan het Sint-Hendrikscollege in Deinze. Vervolgens ging hij aan de Rijksuniversiteit Gent geneeskunde en geschiedenis studeren. Hij onderbrak deze studies echter en werd filologisch onderzoeker in de Sint-Pietersabdij in Brugge, waar hij onder leiding van Dom Eligius Dekkers meewerkte aan de edities van het Corpus Christianorum Series Latina. Daarnaast verzorgde hij, samen met de Franse theoloog Adalbert de Vogüé, enkele edities uit de boekenreeks 'Morales sur Iob'..
In 1962 kwam hij in contact met de drukkerij Mercator Press geleid door pater Godfried Jacques met senator Albert Bogaert als mede-aandeelhouder.  Adriaen nam in 1963 de aandelen van Godfried Jacques over.
In 1964 was Mercator Press gegroeid tot een onderneming met zestig werknemers en zestig miljoen frank omzet (anderhalf miljoen euro). Dit groeide tot 200 miljoen frank omzet in 1978. Wanneer senator Bogaert stierf in 1980, liet hij zijn aandelen over aan zijn zoon Frank, die al jaren samen met Adriaen de onderneming leidde.
In 1985 richtte Marc Adriaen, samen met Corneille Soeteman, het Brusselse veilinghuis 'Philatelie Corneille Soeteman' op. Dit was, op dat moment, een van de meest exclusieve Belgische postzegelveilingen.
In 1989 verkochten Adriaen en Bogaert elk 12.5% van hun Mercator-aandelen aan Electrorail, de holding van Leo Van Tuyckom. Deze transactie droeg bij tot de financiering van de overname van de Franse drukkerij Imprimerie Georges Frère in 1988, ter waarde van 230 miljoen frank (6 miljoen euro). In 1992, drie jaar na de overname van de Franse drukkerij, kochten Adriaen en Bogaert de aandelen van Electrorail terug. De onderneming telde voortaan meer dan 200 werknemers, verspreid over 2 vestigingen. Later volgde ook nog de overname van de Waalse drukkerij Graphing/Grafossart, wat het personeelsbestand deed aangroeien tot 400 medewerkers.
In 1990 richtten Adriaen en Bogaert de NV Koopjeskrant op, en onderschreven samen 25% van de aandelen. Hun belangrijkste partner werd Argenta-bank, met eveneens 25% van de aandelen. In 2007 nam Concentra NV de Koopjeskrant over.
In 1994 namen Marc Adriaen, Frank Bogaert en Aimé Desimpel een 50%-participatie in de West-Vlaamse televisiezender Focus TV, enkele maanden voordien opgericht door de Roularta Media Group. Adriaen was tot 2001 bestuurder van deze vennootschap.
Mercator Press en de Franse drukkerijengroep Decoster richtten in 1995 Helio Lys op, een gemeenschappelijke dochteronderneming. In 1999 kwam dit bedrijf volledig in handen van de groep Decoster.
In 1996 kocht Adriaen, ten behoeve van zijn zoon, het couturehuis 'Maison Mies'. Dit was het oudste haute-couturehuis van België en kleedde onder meer koningin Paola. Ook het trouwkleed van prinses Astrid van België was een creatie van dit huis.
In het jaar 2000 verschenen Marc Adriaen en Frank Bogaert samen in het boek De 200 Rijkste Belgen van Ludwig Verduyn op plaats 138, met een vermogen van meer dan 1,7 miljard Belgische frank (42 miljoen euro).
Datzelfde jaar werd Adriaen gedelegeerd bestuurder van de Mercator Printing Group, een fusie tussen Group Mercator Press, Roularta Media Group en Concentra Grafische Groep. Deze nieuwe groep kende ongeveer duizend werknemers. De drie vennootschappen onderschreven elk 33% van de aandelen.
De Mercator Printing Group resulteerde niet in de gewenste synergievoordelen en de drie bedrijven beslisten in 2002 om uit elkaar te gaan. In 2003 verliet Frank Bogaert Mercator Press. Adriaen werd meerderheidsaandeelhouder met 51 % en vond als nieuwe vennoten Jos Sluys en Bruno Deracourt, die samen 49 % van de aandelen kochten.
In 2011 verlieten Jos Sluys en Bruno Deracourt de onderneming en werd Marc Adriaen de enige aandeelhouder. Hij ging toen samenwerken met de Nederlandse marktleider Koninklijke Drukkerij Em. De Jong, die meerderheidsaandeelhouder werd.
Anno 2017 trok Marc Adriaen, 82 geworden, zich terug uit het bestuur van Group Mercator Press.
Hij overleed thuis op zondag 28 januari 2018. Hij was getrouwd en had vijf kinderen.

## Andere activiteiten
Marc Adriaen was sponsor van het Mercator Press Cycling Team.

## Edities door Marc Adriaen[20]
- Corpus Christianorum, Series Latina XIV, LXXII, LXXIII, LXXVI, LXXVII, XCVII, XCVIII, CXLII, CXLIII, CXLV.
- Morales sur Job. 6, XXVIII, XXVIIII, XXX, XXXI, XXXII, XXXIII, XXXIIII, XXXV.